# Mellicta carsicola
Mellicta carsicola är en fjärilsart som beskrevs av Ruggero Verity 1932. Mellicta carsicola ingår i släktet Mellicta och familjen praktfjärilar. Inga underarter finns listade i Catalogue of Life.